# Totally Games
Totally Games war ein amerikanisches Spieleentwicklerstudio, das 1994 von Lawrence Holland gegründet wurde und in San Rafael (Kalifornien) ansässig war. Bekannt war es unter anderem für die für LucasArts entwickelte Star Wars: X-Wing Computerspielserie.

## Ludographie
- Battlehawks 1942 (1988)
- Their Finest Hour: The Battle of Britain (1989)
- Secret Weapons of the Luftwaffe (1991)
- Star Wars: X-Wing (1993)
- Star Wars: TIE Fighter (1994)
- Star Wars: X-Wing vs. TIE Fighter (1997)
- Star Wars: X-Wing Collector Series (1998)
- Star Wars: X-Wing Alliance (1999)
- Star Trek: Bridge Commander (2002)
- Secret Weapons Over Normandy (2003)
- Alien Syndrome (2007)